# Tragmast

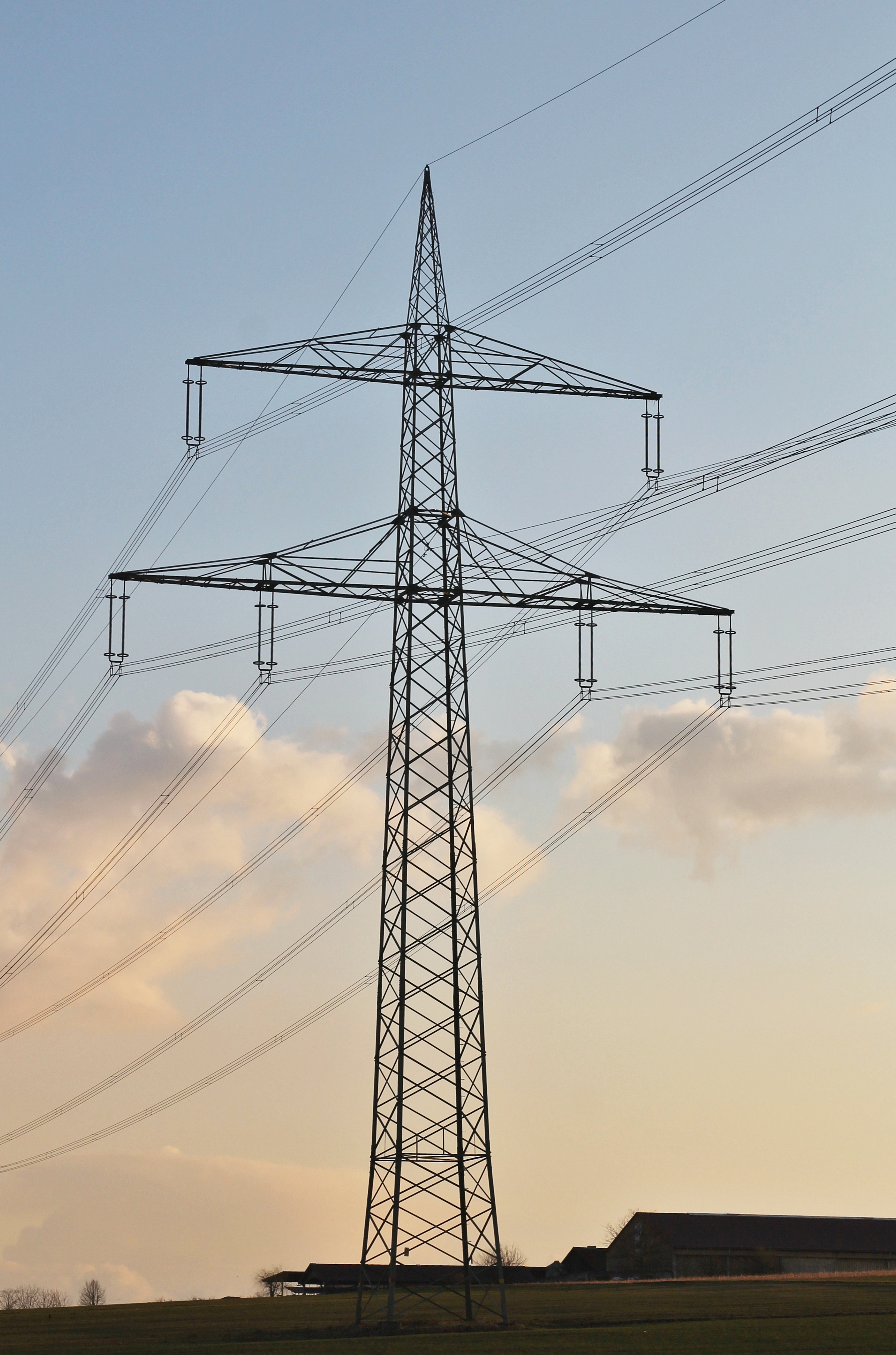
Tragmast

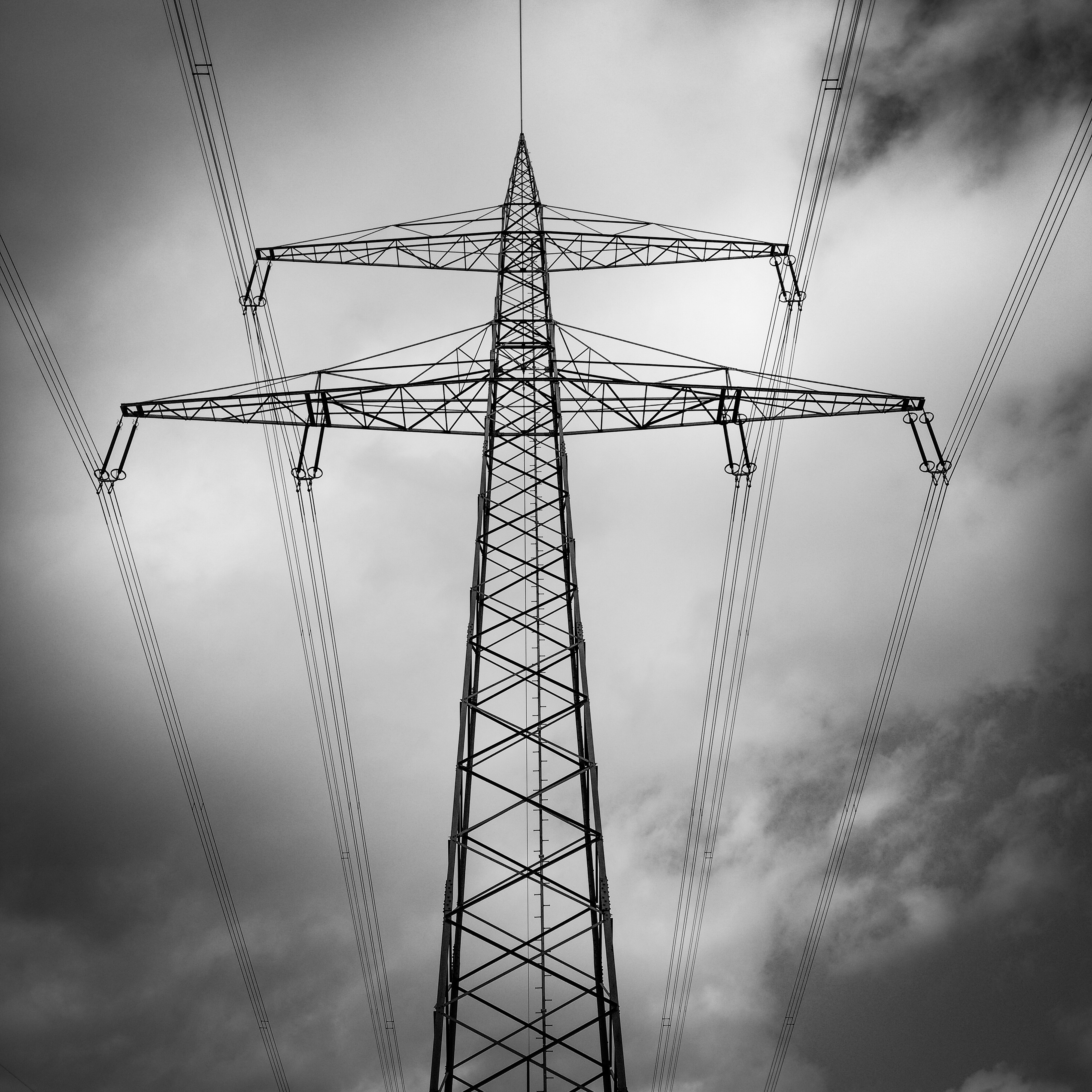
Von unten

Ein Tragmast ist ein Freileitungsmast, der im Gegensatz zu einem Abspannmast keine Zugkräfte der Freileitung aufnimmt, sondern nur das Gewicht der durchgehenden Leiterseile trägt und so die Leitung auf der erforderlichen Höhe hält, um ihre Bodenfreiheit sicherzustellen.
Bei einem Tragmast hängt der Isolator (oder ein Isolatoren-Paar) von der Seite gesehen vertikal an der Traverse (man spricht auch von „Hängeketten“). In Trassenrichtung gesehen kann der Isolator von der Vertikalen abweichen, wenn auch Zugkräfte in Querrichtung vorliegen, etwa bei einem Winkeltragmast oder bei starkem Seitenwind.

Bei Spannungen bis etwa 30 kV, wie sie in Mittelspannungsnetzen verwendet werden, werden auch stehende Isolatoren verwendet. Diese stellen jedoch eine Gefahr für Vögel dar, die auf solchen Masten leicht einen Stromunfall erleiden können. 